# 松州 (元朝)
松州，中国元朝时设置的州。
松州本来是金朝北京路大定府松山县，元世祖中统三年（1262年），升松山县为松山州，改为松州，仍保留松山县。至元二年（1265年），并松山县入松州，治所在今内蒙古自治区赤峰市西南小城子屯，隶属于中书省上都路。明朝初年攻下上都路，上都路改为开平府、开平卫，废除松州。